# Coldworker
Coldworker var ett dödsmetallband från Örebro som bestod av medlemmar från banden Nasum, Relentless, Carnal Grief, Ruin och Phobos. De släppte sin debutplatta 2006 ("The Contaminated Void") på Relapse Records. Bandet splittrades i juli 2013.

## Medlemmar
Senaste medlemmar
- Joel Fornbrant – sång (2006–2013)
- Anders Bertilsson – gitarr (2006–2013)
- Oskar Pålsson – basgitarr (2006–2013)
- Anders Jakobson – trummor (2006–2013)
- Daniel Schröder – gitarr (2007–2013)

Tidigare Medlemmar
- André Alvinzi – gitarr (2006–2007)

## Diskografi
Studioalbum
- The Contaminated Void (2006)
- Rotting Paradise (2008)
- The Doomsayer's Call (2012)

Annat
- Pig Destroyer / Coldworker / Antigama (2007) (delad 7" vinyl)
- Coldworker / Deathbound (2009) (delad 7" vinyl)